# Chassemy
Chassemy település Franciaországban, Aisne megyében. Lakosainak száma 898 fő (2022. január 1.). Chassemy Braine, Brenelle, Celles-sur-Aisne, Ciry-Salsogne, Condé-sur-Aisne, Presles-et-Boves, Vailly-sur-Aisne és Vasseny községekkel határos.

## Népesség
A település népességének változása:
| Lakosok száma | 459  | 588  | 674  | 774  | 848  | 871  | 881  | 890  | 888  | 898  |
|               | 1968 | 1982 | 1990 | 2006 | 2013 | 2015 | 2017 | 2019 | 2020 | 2022 |